# Xã Dunham, Quận McHenry, Illinois
Xã Dunham (tiếng Anh: Dunham Township) là một xã thuộc quận McHenry, tiểu bang Illinois, Hoa Kỳ. Năm 2010, dân số của xã này là 2.844 người.